# Coupe de Belgique de football 1994-1995
La Coupe de Belgique 1994-1995 a vu la victoire du FC Bruges au Stade Constant Vanden Stock à Bruxelles.

## Finale
| Équipes             | FC Bruges - KFC Germinal Ekeren |
| Score               | 3 - 1 (2 - 0) |
| Stade               | Stade Constant Vanden Stock, Bruxelles Spectateurs : 27.000 |
| Buts                | 26e Gert Claessens (1-0), 41e Sven Vermant (2-0), 68e Karim M'Ghoghi (2-1), 84e Tjörven De Brul (3-1) |
| FC Bruges           | Dany Verlinden (58e Jürgen Belpaire) - Tjörven De Brul, Pascal Renier, Paul Okon, Vital Borkelmans - Sven Vermant (87e Rudy Cossey), Franky Van der Elst, Lorenzo Staelens, Gert Claessens (76e Stephan Van Der Heyden) - Gert Verheyen, René Eijkelkamp Entraîneur : Hugo Broos |
| KFC Germinal Ekeren | Philippe Vande Walle - Mike Verstraeten, Ervin Kovács, Didier Dheedene, Nick Descamps (46e Patrick Ghislain) - Karim M'Ghoghi, Rudy Janssens, Gunther Hofmans, Simon Tahamata (64e Geert Berrevoets) - Jean-Marie Abeels, Tomasz Radzinski Entraîneur : Herman Helleputte        |
| Avertissements      | Vital Borkelmans |
| Expulsion           | |